# Slottshagen, Helsingborg

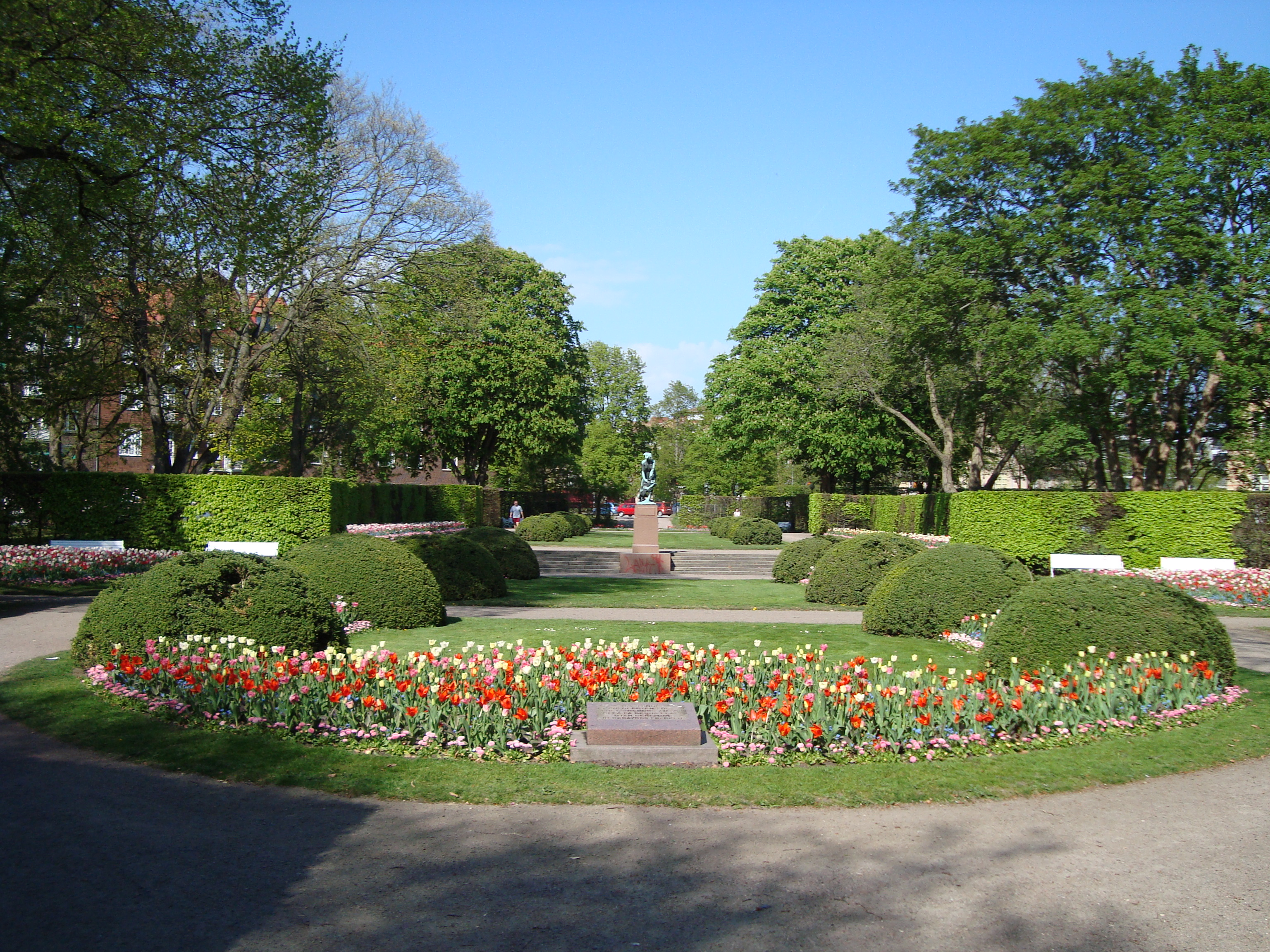
Planteringen i parkens nordöstra ände.

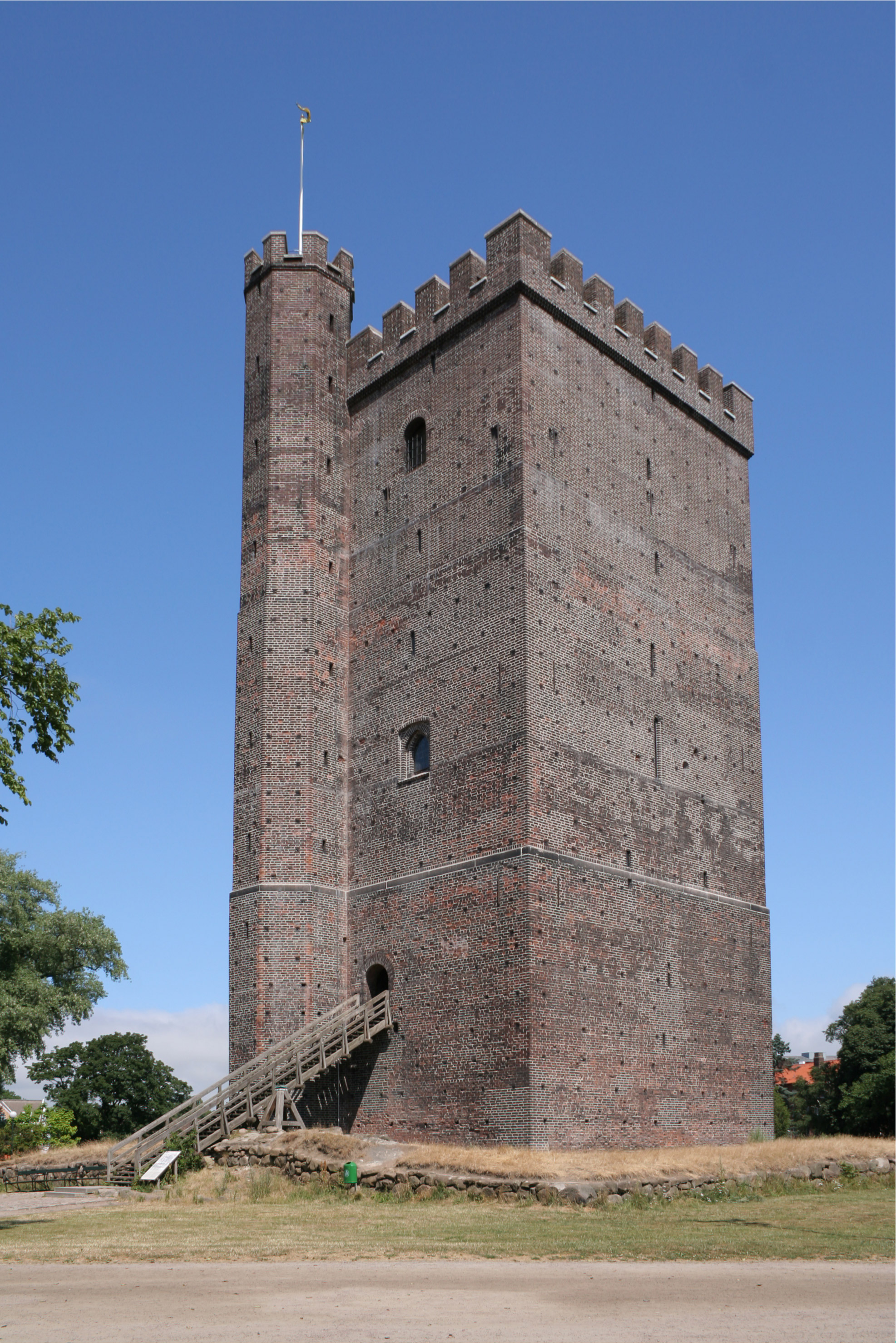
Kärnan.

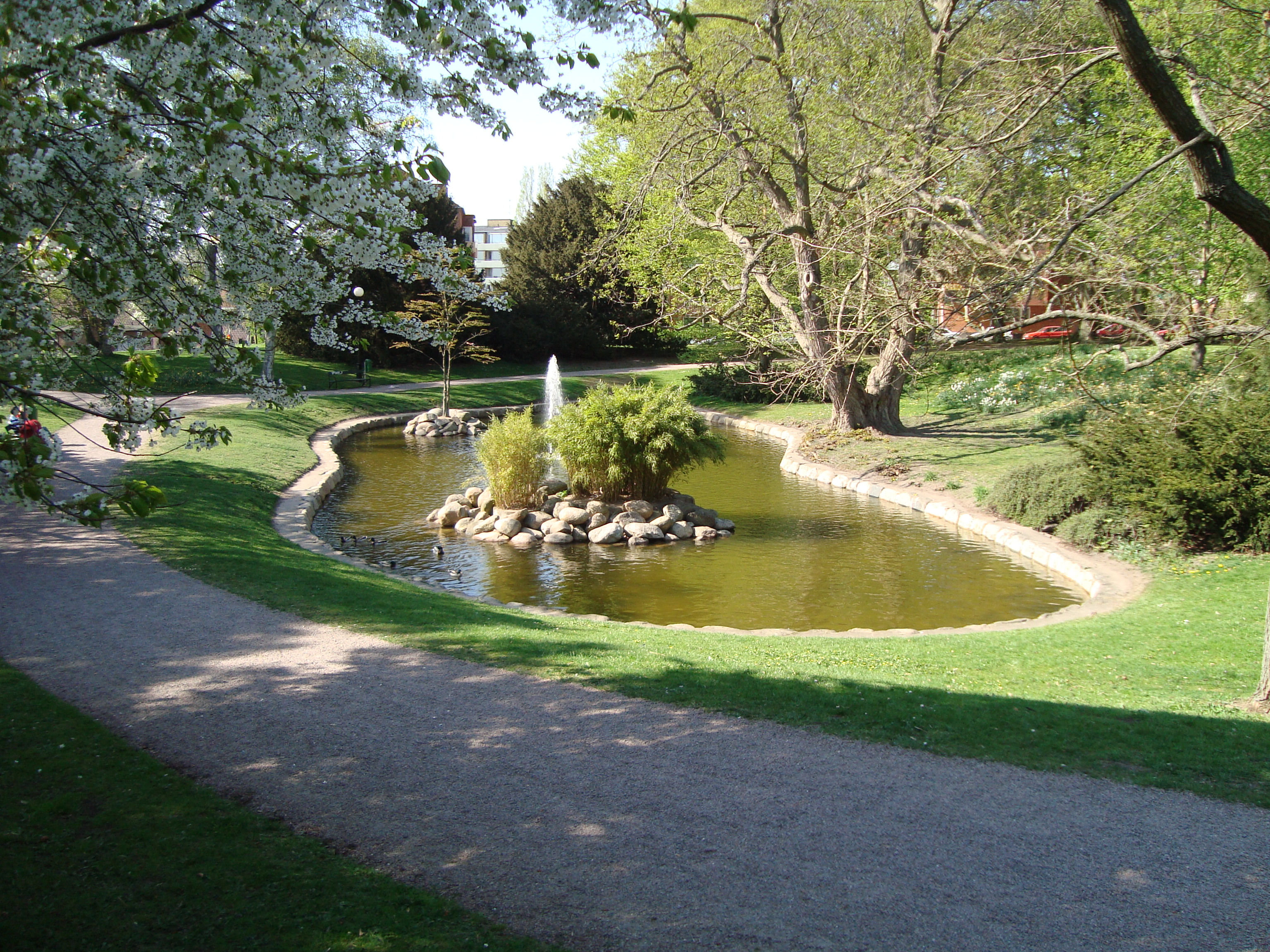
Ankdammen.

Slottshagen är en centralt belägen park i Helsingborg, utlagd runt medeltidsborgen Kärnan på landborgen ovanför stadens centrum.

## Utformning
Större delen av parken är anlagd i engelsk stil, med öppna gräsytor och inslag av skuggande träd, ankdammar och lummiga buskage. Flera av träden härstammar från när parken lades ut, 1909–1911, medan vissa tillkom redan under industriutställningen som hölls i området 1903. I nordöstra änden av parken ligger en mer strikt utformad del, riktad diagonalt in mot parken från Bergaliden, avskiljd från resten av parken genom ett högt buskage. Innanför består delen av en blomstergata med inslag av formklippta låga buskar. I denna del står även statyn Jakt, eller Diana, jaktens gudinna, av Christian Eriksson, samt en minnessten över den pestkyrkogård från den stora pest som drabbade Helsingborg 1710-1711. Förutom denna ligger en rektangulär, mer strukturerad del i sydost, avskärmad av buskage, innehållande bland annat lekplats. Mellan de två strukturerade delarna ligger utomhusscenen Grytan, där man varje år kan se revyer och nöjesarrangemang, bland annat Kul-i-juli. 
De västra delarna av parken domineras av det medeltida försvarstornet Kärnan och Terrasstrapporna, som sträcker sig från Stortorget till Kärnan och även förbinder parken med stadens centrum nedanför landborgen. I denna del är en stor del av marken hårdlagd och på flera ställen har man markerat spår av äldre bebyggelse genom stenläggning i marken. I anknytning till Terrasstrapporna finns en restaurangpaviljong och en mindre kiosk. Parken öppnar sig i denna del upp mot staden nedanför och här finns flera utsiktspunkter som ger en vid vy över staden och Öresund. I nordväst finns även ett äldre lusthus i trä, tillhörande Henckelska gården nedanför landborgen. 
I parkens södra del ligger Hallbergs trappor som leder ner till Billeplatsen vid Mariakyrkan genom en naturlig dalgång i landborgen. Trapporna omges i sin östra del av rhododendronbuskage på båda sidor. Söder om Hallbergs trappor ligger Rosenträdgården, placerad på en utbyggd platå i landborgen, en mer privat och bebyggd del av parken med pergolor och utsiktstorn. På östra sidan omges parken av fristående monumentala byggnader längs institutionsstråket vid Bergaliden genom Gossläroverket i söder, samt Gamla barnsjukhuset och Slottsvångsskolan i öst. I norr är däremot bebyggelsen mer tät längs Kung Kristoffers gata. Här ligger även Slottshagskyrkan.

## Historia
I Helsingborgs barndom var området där Slottshagen nu ligger platsen för den tidigaste bebyggelsen som tillkom runt det slott som börjat byggas upp på landborgen under Vikingatiden. Slottet bestod ursprungligen av en enkel befästning genom en jordvallsring som inneslöt en inre bebyggelse och i bebyggelsen utanför hade under 1000-talet de tre kyrkorna S:t Clemens, S:t Petri och S:t Olai byggts upp. Den tidigaste slottsbebyggelsen som är känd var en kastal i sandsten från 1100-talet, som senare kompletterades av en rundkyrka vid landborgskanten, kallad S:t Michael. År 1269 påbörjades bygget av ett dominikanerkloster, vigt åt S:t Nicolai, beläget ungefär där Gossläroverket nu står. På 1310-talet ersattes kastalen av ett större försvarstorn i tegel, det som nu är Kärnan. Slottet hade också en ringmur, men det är oklart när denna tillkom. I takt med att slottet byggdes ut på landborgen hade en allt större del av bostadsbebyggelsen flyttat ner till strandterrassen nedanför och snart var hela staden belägen nedanför landborgen.
I efterdyningarna till den danska reformationen 1536, revs de tre kyrkorna i området och år 1556 revs även S:t Nicolai kloster. På den äldsta kända avbildningen av Helsingborg i Civitates Orbis Terrarum från 1588, är slottet den enda bebyggelsen som står kvar på landborgen. I mitten av 1600-talet genomfördes stora ombyggnader av slottet, där ringmuren ersattes av fyrsidig fästning med bastioner i varje hörn. Arbetet med fästningen har förstört många av spåren av äldre bebyggelse i området. Vid skånska krigets slut år 1679, beordrade den svenske kungen Karl XI att nästan hela Helsingborgs slott skulle rivas, endast kärntornet fick stå kvar. Anledningen var att slottet inte hade någon strategisk betydelse för Sverige, men att det däremot kunde utnyttjas av danskarna vid en eventuell invasion. År 1680 var alla befästningar runt Kärnan rivna. 
Området kring tornet användes under 1700-talet och större delen av 1800-talet som åkermark och kallades då för Tornvången. På det sena 1800-talet var platsen ett populärt utflyktsmål. Staden styckade 1867 upp delar av området i elva villatomter, varav endast en bebyggdes genom Villa Skalet (1883–1884), något söder om Kärnan. Två andra tomter i nordväst köptes, men användes istället som trädgårdar av fastigheter i kvarteret Kärnan nedanför landborgen. Delar av området genomgick en omfattande ombyggnad under åren kring sekelskiftet. Kärnan restaurerades 1893-94 och de monumentala Terrasstrapporna byggdes 1899-1903. Med anledning av denna lyckade stadsförnyelse, valdes området 1903 som plats för den stora Slöjd- och industriutställningen. För att göra området mer inbjudande, flyttade man runt 50 träd från Öresundsparken vid Hälsovägen, till utställningsområdet. Flera tillfälliga byggnader uppfördes för att användas under utställningen. Flera av dem revs efter tillställningens slut, men Konsthallen och Terrassrestaurangen stod kvar. Efter ritningar av stadsträdgårdsmästare Oskar Landsberg byggdes området ut till en riktig park 1909, vilket inkorporerade den lekplats som fanns i området sedan 1906. På 1930-talet anlades trädgården Rosenträdgården i parkens sydvästra ände och 1937 revs konsthallen. Tomterna i den nordvästra delen av parken, som tidigare hade tillhört Henckelska gården, öppnades för allmänheten 1941. Villa Skalet revs 1983 och 1984 brann Terrassrestaurangen, den sista byggnaden från 1903 års utställning, ner.

## Bildgalleri

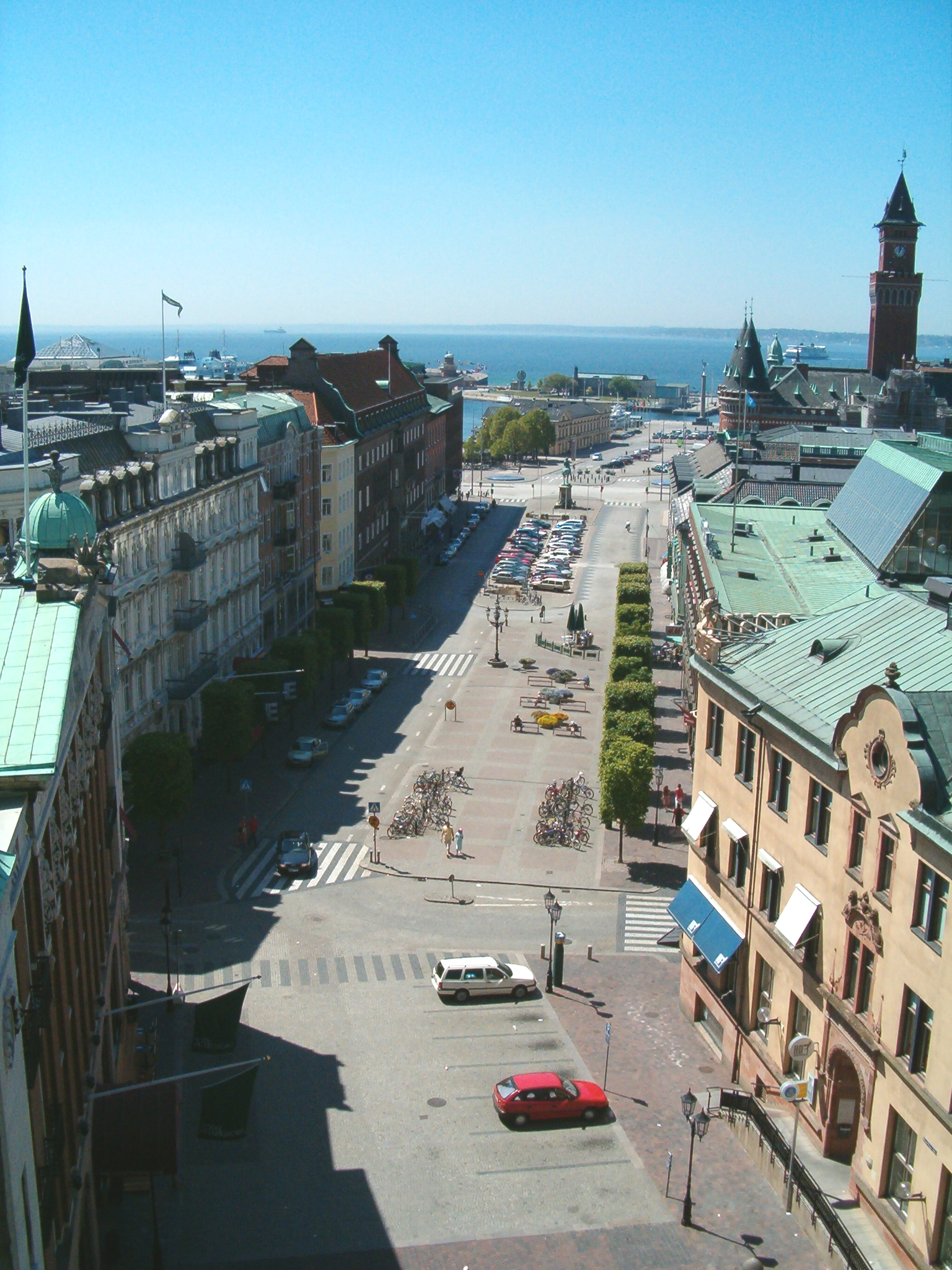
Utsikt över Stortorget från Terrasstrapporna.
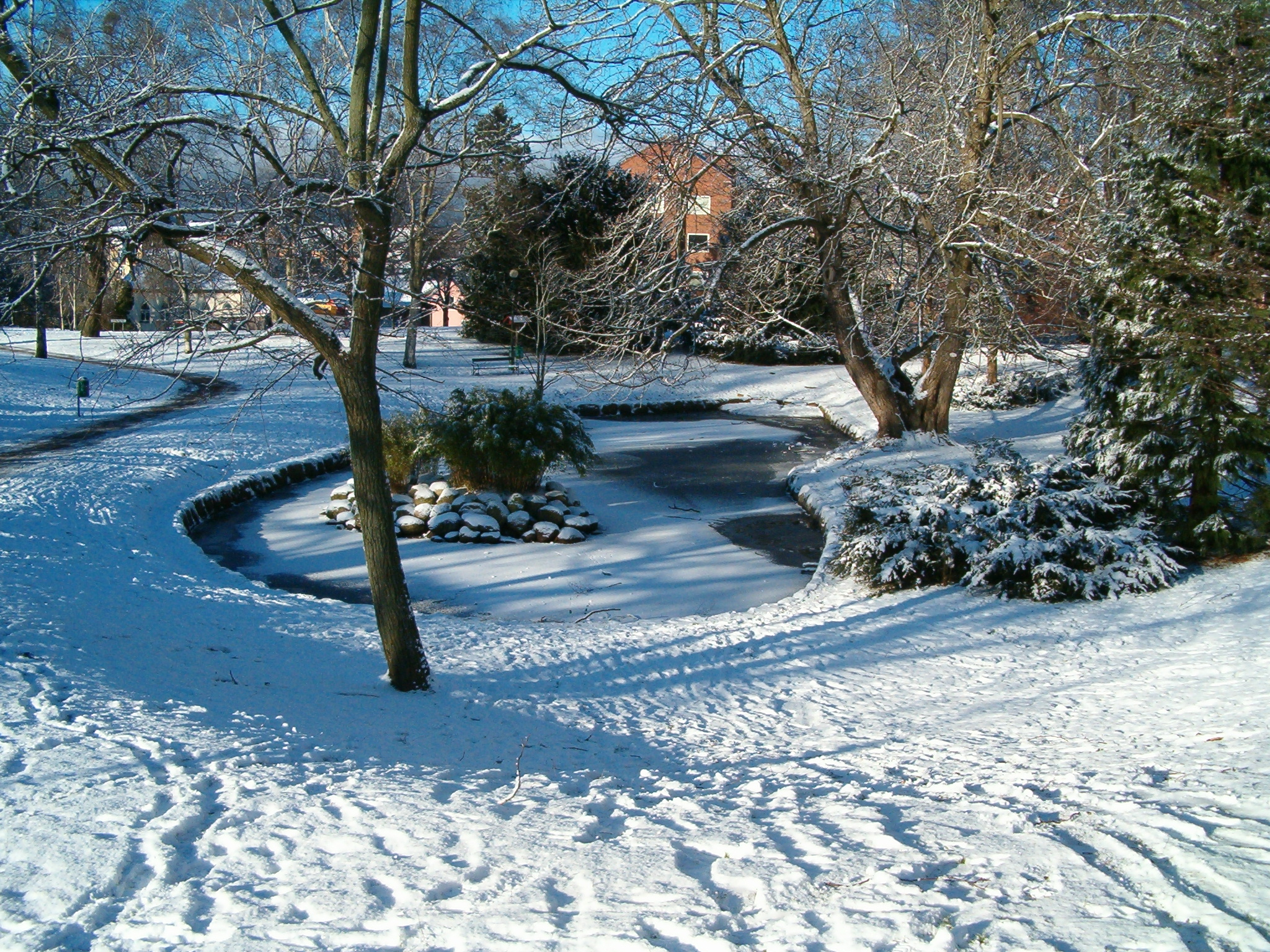
Slottshagen i vinterskrud.
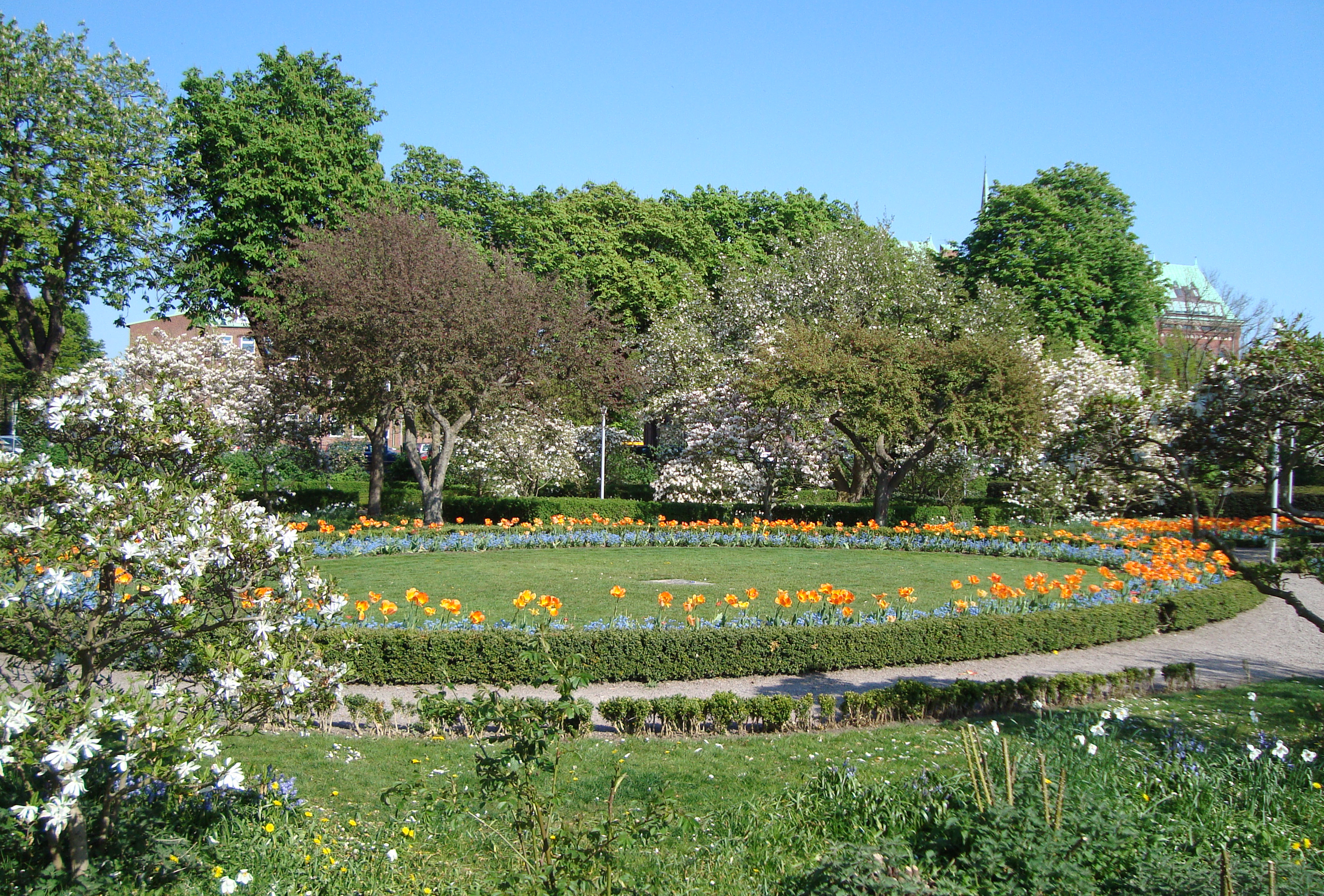
Rosenträdgården.